# Шоюн, Александр Сан-оолович
Александр Сан-оолович Шоюн  — (род. 4 августа 1956) — поэт, прозаик. Заслуженный журналист Российской Федерации (2019).

## Биография
Родился 4 августа 1956 года в селе Берт-Даг Тес-Хемского района Тувинской автономной области. Окончил Берт-Дагскую среднюю школу, Высшее театральное училище им. Б.Щукина, Литературный институт им. М. Горького. Работал артистом Тувинского музыкально-драматического театра, корреспондентом, заведующим отделом, заместителем редактора газеты «Тыванын аныяктары», помощником Председателя Совета Министров Тувинской АССР, инструктором Кызылского горкома КПСС, председателем Союза театральных деятелей Республики Тыва, редактором детской газеты «Сылдысчыгаш», в настоящее время главный редактор газеты «Шын».

## Творчество
Литературную деятельность начал с 1975 года. Его первое стихотворение « Теректиг-Хем» было опубликовано в газете «Тыванын аныяктары». Первый сборник рассказов для детей «Балыктар аштай бээр» (Рыбы проголодались) вышел в 1987 г. Выпущены его сборники «Чылдын уелери» (Времена года, 2003), «Кандаай чоор?» (Как это как?, 2003), сборник сказок народов мира. Язык его произведений прост и ясен, стихи для детей отличаются юмором. Он перевел на тувинский язык произведения А.Чехова, В. Розова, Г. Федякова, П. Панчева, Я. Тайца, Д. Сультимова, Э. Успенского, В. Голявкина, М. Рамазанова. А.Шоюн — редактор единственной в Туве детской газеты «Сылдысчыгаш» — «Звездочка». В газете рубрики и заметки, расширяющие кругозор познавательными материалами: «В школах и дружинах», «Обсудите на сборе вашего звена», «Полюбите книгу», «Ты начал подготовку к экзаменам?», «К уроку русского языка», «Сделать добро для родной земли», «Беседы о нашей Родине», «Знаешь ли ты?», « В свободное время». Газета «Сылдысчыгаш» давала своим читателям уроки родного языка и культуры речи, знакомила с прозой и поэзией начинающих тувинских писателей. В 2011 году выпустил в свет «Алдын-Кушкаш» — «Золотая птица, в 2013 году ещё одно яркое цветное издание — экспериментальный журнальчик для дошколят „Салгынчыгаш“ — „Ветерок“. Таким образом, А. Шоюн занимался периодическими изданиями для детей в течение двадцати трех лет. Он был членом Союза журналистов СССР, Союза театральных деятелей России, Союза писателей Республики Тыва, Союза писателей России.

## Награды и звания
- Заслуженный журналист Российской Федерации (19 сентября 2019 года) — за заслуги в развитии отечественной журналистики и многолетнюю плодотворную работу[4].
- Медаль «За доблестный труд» Республики Тыва (4 августа 2006 года) — за заслуги в области культуры, журналистики и многолетнюю добросовестную работу[5]
- Медаль «В ознаменование 100-летия единения России и Тувы» (18 июля 2014 года) — за достигнутые успехи и многолетний добросовестный труд[6].
- Заслуженный работник культуры Республики Тыва.
- Заслуженный работник Тес-Хемского кожууна.
- Лауреат премии по литературе и искусству Министерства культуры и кино РТ.
- Медаль "200 лет МВД России".
- Медаль "100 лет газеты "Правда" Центрального комитета Коммунистической партии России.
- Нагрудный знак "За помощь МВД России".
- Нагрудный знак "300 лет Российской прессе".
- Нагрудный знак "За помощь профессиональным объединениям".

## Основные публикации
- „Балыктар аштай бээр“ (Рыбы проголодались): рассказы для детей, 1987
- „Чылдын уелери“ (Времена года): стихи для детей, 2003
- „Кандаай чоор?“ Как это как?»: рассказы для детей,2003
- «Кужугеннин ужуралы» (Приключения хомяка) : сказка, 2009.